# 새풀로
새풀로(Saepul-ro)는 인천광역시 계양구 효성동에 있는 도로로, 총 연장은 327m이다. 

## 유래
이름이 유래된 것으로 볼 때 효성동은 새풀(억새)이 자생한 지역으로 변음(새풀벌판->새벌->새별이)과 한자 표기 착오(새별->효성)로 효성동(曉星洞)이 성립되었기 때문에 그렇게 연유하게 되었다.

## 역사
- 2009년 7월 6일 : 도로명으로 새풀로를 고시

## 주요 경유지
- 계양구
  - 효성2동

## 접촉하는 도로
- 아나지로
- 효서로
- 봉오대로

## 주요 건물 및 시설
- 유승아파트 (새풀로 27/효성동 556)
- 유승아파트 상가 (새풀로 31/효성동 556)